# Borneozetes lanceolatus
Borneozetes lanceolatus är en kvalsterart som beskrevs av Sandór Mahunka 1997. Borneozetes lanceolatus ingår i släktet Borneozetes och familjen Haplozetidae. Inga underarter finns listade.